# أفيونيداي
أفيونيداي Aphyonidae هي فصيلة من الأسماك التي تشبه ثعبان البحر في ترتيب الأفعوانيات Ophidiiformes . تعيش في المياه الاستوائية وشبه الاستوائية في جميع أنحاء العالم. وهي من أسماك أعماق البحار، تعيش بين 2,000 متر (6,600 قدم) و 6,000 متر (20,000 قدم) العمق. 

## الوصف
الأفيونيداي هي سمكة صغيرة، عادة حوالي 10 سنتيمتر (3.9 بوصة) طويلة عندما نمت بشكل كامل. لديهم بشرة هلامية جيلاتينية شفافة، تفتقر إلى أي قشور . تتحد الزعانف الظهرية والذيلية والشرجية في شريط واحد. معظم الأنواع مستحدثة اليرقات، وتظهر عددًا من السمات عند البالغين والتي ترتبط بشكل أكثر شيوعًا مع يرقات الأسماك. على سبيل المثال، الهيكل العظمي متكلس جزئيًا فقط، والعضلات والخياشيم متخلفة. يتم أيضًا تقليل العيون والجهاز الأنفي والخط الجانبي، ويفتقرون إلى المثانة العائمة . 

## التكاثر
الأفيونيدات هي كائن يتكاثر بالولادة. يقوم الذكور بتجميع حيواناتهم المنوية في أكياس صغيرة ( حوامل منوية )، بحيث يمكن تخزينها لفترات طويلة. هذا يسمح لهم بالتزاوج مع الإناث غير الناضجة، والتي يمكنها بعد ذلك تخزين الحيوانات المنوية داخل المبايض حتى تصل إلى مرحلة النضج الجنسي، وتكون البويضات جاهزة للتخصيب. من المحتمل أن يكون هذا التكيف غير المعتاد استجابة لصعوبة العثور على رفيق في بيئة أعماق البحار المظلمة وقليلة السكان. 